# Кузьминская (Кадыйский район)
Кузьминская — деревня в Кадыйском районе Костромской области. Входит в состав Столпинского сельского поселения.

## География
Находится в юго-восточной части Костромской области на расстоянии приблизительно 45 км на юг-юго-запад по прямой от районного центра поселка Кадый на левобережье Волги.

## История
Известна была с 1872 года как деревня с 25 дворами, в 1907 году отмечено здесь было 42 двора.

## Население
Постоянное население составляло 182 человека (1872 год), 194 (1897), 247 (1907), 0 как в 2002 году, так и в 2022.